# حاييم أمزلاغ

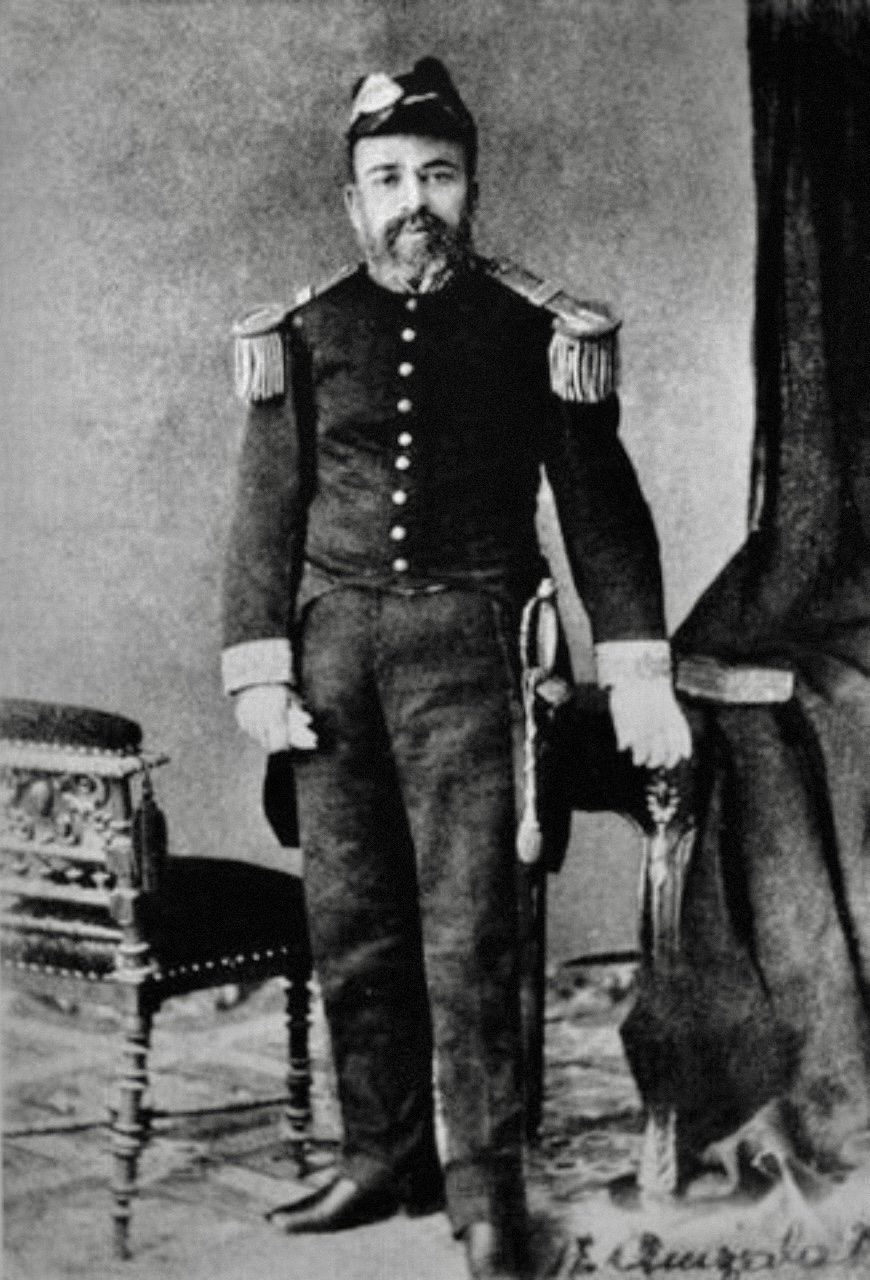
حاييم أمزلاغ

حاييم نسيم أمزلاغ (1828–1916) رجل أعمال وزعيم مجتمعي صهيوني. بعد أن استقر في يافا، شغل منصب نائب القنصل البريطاني في المدينة ورئيس فرع منظمة الاتحاد الإسرائيلي العالمي. خلال فترة تمتع فيها الرعايا الغربيون بالامتيازات والحصانة فلعب دورًا مهمًا في حماية اليهود المقيمين في يافا رغم عدم كونهم رعايا بريطانيين. شارك بنشاط في شراء الأراضي لإقامة المستعمرات الأولى: في عام 1878 في بتاح تكفا وفي عام 1882 في ريشون لتسيون و في عام 1887 كان أحد مؤسسي حي نفي تسدك أول الأحياء اليهودية التي تم بناءها خارج يافا القديمة ويقع الآن في جنوب غرب تل أبيب.

## حياته
ولد لعائلة مغربية في جبل طارق عام 1828. هاجرت عائلته في عام 1834 إلى فلسطين واستقرت بالقدس. كان والد حاييم أمزلاغ، يوسف أمزلاغ، تاجراً ثرياً زار يافا في وقت مبكر من عام 1816 وحصل على خطاب رعاية من الحكومة العثمانية من خلال السفير البريطاني في اسطنبول. كان صديقًا شخصيًا لموشيه مونتيفيوري ويقيم معه أثناء زياراته لفلسطين.
تلقى تعليمًا تقليديًا وفي نفس الوقت شق طريقه في التعليم العام واللغات الأوروبية. انتقل إلى يافا في أواخر الخمسينيات من القرن التاسع عشر. عام 1852 بدأ رحلة عبر بلدان الحوض الشرقي للبحر الأبيض المتوسط كجزء من أعماله في التجارة الدولية. تحصل من القنصل العام لبريطانيا العظمى في مدينة ترييستي من بين أمور أخرى على شهادة عبور تسمح له بالمرور بحرية "وبدون عوائق وقيود". كانت يافا في خضم التطور عند وصوله. وكان ميناء يافا يخدم الحجاج والمهاجرين اليهود إلى القدس وفلسطين، كما كان ميناءاً لتصدير الحمضيات من بساتين السهل الساحلي وتسويقها في الخارج.
تكونت الجالية اليهودية في يافا في منتصف القرن التاسع عشر من المهاجرين من شمال أفريقيا والأشكناز الذين جاءوا بعدهم. حققت يافا في خمسينيات القرن التاسع عشر تطورًا اقتصاديًا وماديًا سريعًا، اكتسب زخمًا في عام 1856 مع نهاية حرب القرم واتفاقيات القوى الأوروبية مع العثمانيين التي أدخلت نظام الامتيازات الغربية. كانت يافا مسرحاً لتكثيف التدخل الأوروبي، وانعكس ذلك في إنشاء البعثات القنصلية والكنائس والمدارس والخدمات الاجتماعية والمؤسسات التجارية.
تدريجياً أصبح شخصية بارزة في الجالية اليهودية في يافا. فعلى سبيل المثال، عندما تعرض يهودي من الإسكندرية لهجوم من قبل حشد من المسلمين الغاضبين بزعم إساءته للإسلام، جاء أفراد الجالية أولاً إلى منزل حاييم أمزلاغ وطلبوا نصيحته. وبعد ذلك أرسلوا برقيات إلى الوالي وإلى مختلف القناصل في القدس وانتهى الإشكال.
قام أمزلاغ بعمل الموهل (الذي يقوم بعملية الختان في مراسم بريت ميلاه) في يافا. بحسب ما ورد في سجلات العائلة، ختن تسعة عشر طفلاً معظمهم من أفراد عائلته. وفي إحدى الحالات، خُتن صبي مسلم في الكنيس اليهودي في يافا، بحضور العديد من المسلمين، ومن بينهم شخصيات بارزة في الجالية، الذين تجمعوا ليشهدوا الحدث. وزاد هذا الحدث من مكانته، ومن مكانة الجالية اليهودية في يافا.
أخذت الجالية اليهودية في يافا تنظم نفسها في عام 1863 عندما أنشأ يهودا هاليفي أول لجنة عامة سُميت "لجنة مدينة يافا". وكان أول عمل للجنة هو إنشاء فرع لمنظمة "الاتحاد الإسرائيلي العالمي" وتعيين حاييم أمزلاغ رئيسا لها. وأدى نداء اللجنة إلى "الاتحاد الإسرائيلي العالمي" في باريس إلى افتتاح مدرسة للبنين في يافا في 12 مارس 1868.
في عام 1876 عين نائباً لقنصل بريطانيا في يافا. شارك في عدة أعمال منها مبادرة مد خط السكة الحديد بين يافا والقدس. فكان يمثل الشركات البريطانية منها شركة لويدز لندن للتأمين. ولخدماته للإمبراطورية البريطانية حصل على الميدالية الذهبية من الملكة فيكتوريا. في عام 1884 تم تعيينه أيضًا قنصلًا للبرتغال في القدس، ولكن بعد سنوات قليلة نقل المنصب إلى قريبه يوسف نافون.
في عام 1900، زار كبير حاخامات القدس يعقوب شاؤول إليشر مدينة يافا. ورافقه أمزلاغ الذي كان مضيفَهُ في موكب أمام أهالي يافا إلى منزله.
من عام 1905 إلى عام 1906 تقاعد عن العديد من المناصب  لتقدمه في السن. وفي بداية الحرب العالمية الأولى تم ترحيله إلى مصر، مثل غيره من اليهود الحاملين لجنسية أجنبية. توفي في الإسكندرية في 12 فبراير 1916 ودفن في المقابر القديمة بالشاطبي.

## شراء أرض بتاح تكفا
شارك حاييم أمزلاغ في شراء أرض مستوطنة بتاح تكفا. وفقاً لروث كارك ويوسف غلاس مدى مشاركته في عملية الشراء ليس واضحًا، نظرًا لأن مصدرين مختلفين يقدمان روايتين غير متطابقتين عن مشاركته:
- كتب ابن أخيه يوسف نافون أنه في عام 1876 جاءه مؤسسو بتاح تكفا المستقبليون وطلبوا مساعدته في البحث عن الأرض. وبعد محاولاتهم الفاشلة لشراء الأراضي في محيط الخليل وأريحا، التقى نافون بأمزلاغ وأبلغه بذلك. أجاب أمزلاغ أنه من الممكن شراء أرض حول يافا. ثم أرسل برقية إلى صاحب الأرض أنطوان بشارة تيان، وهو صاحب عقارات لبناني مسيحي مقيم بيافا، وجس النبض، فقبل. زار نافون وأمزلاغ المنطقة، لكن تيان طالب بالكثير في المقابل.
- ووصف المستوطنون التطور بشكل مختلف. في صيف عام 1878، غادر ديفيد غوتمان ويوئيل موشيه سالومون ويهوشوا ستامفر وزاراخ بورنيت وآخرون من الطائفة الأشكنازية في القدس القدس بهدف تفقد أراضي قرية ملبس في محيط يافا. وعندما وصلوا إلى هناك طلبوا من حاييم أمزلاغ التواصل مع صاحب الأرض تيان، بهدف ترتيب لقاء بينهما والقيام بجولة في المنطقة. امتثل أمزلاغ عن طيب خاطر. في هذه الأثناء في 30 تموز (يوليو) 1878، تم شراء قطعة أرض قريبة تبلغ مساحتها 3375 دونماً تركياً (حوالي 3044 دونماً مترياً) من الأفندي اللبناني المسيحي سليم قصار في يافا. وفي العام التالي، توصل المستوطنون أيضًا إلى اتفاق مع تيان واشتروا 10000 دونم تركي (9193 دونمًا متريًا) من أرضه بالتقسيط. وتم تسجيل بعض هذه الأراضي باسم أمزلاغ".

## أراضي ريشون لتسيون
شارك أمزلاغ في شراء أراضي ريشون لتسيون. كتب أبرهام يآري: "استعان لفونتين وأصدقاؤه بيوسف نافون وهو سفاردي في القدس وحاييم أمزلاغ للمفاوضات نيابة عنهم مع البائعين العرب المحتملين، لعدم درايتهم بالتفاصيل الدقيقة لشراء الأراضي في فلسطين".
وساعد أمزلاغ في التحايل على مرسوم الحكومة العثمانية الذي يحظر توطين اليهود من أصل أجنبي، من خلال شراء أراضي قرية عيون قارة العائدة للأخوين الغائبين مصطفى وموسى أبناء عبد الله علي الدجاني من مدينة يافا. كان المسؤولون المحليون قد أعلنوا تقصير فلاحي القرية في تسديد الضرائب فحجزت الأراضي بأمر من المحكمة، وطرحتها للبيع بالمزاد العلني. وتم تسجيل أراضي ريشون لتسيون باسم أمزلاغ، وأعلن أن المباني في المنطقة ليست ملكًا له، وأعطى المستوطنين شهادات غير رسمية باللغة العبرية. وكان المستوطنون ممتنين لحاييم وشكروه وابن أخيه في رسالة عامة.